# 特雷普托
52°29′03″N 13°28′46″E / 52.48417°N 13.47944°E
特雷普托（德語：Treptow，發音：[ˈtʁeːptoː] ⓘ）是一個曾位於柏林東南部的區。2001年與一同克珀尼克合併成為特雷普托-克珀尼克区。

## 地理
该地区由旧特雷普托、普伦特瓦尔德、鲍姆舒伦韦格、下舍讷韦德、约翰尼斯塔尔、阿德勒斯霍夫、旧格利尼克和邦斯多夫组成。

## 图库

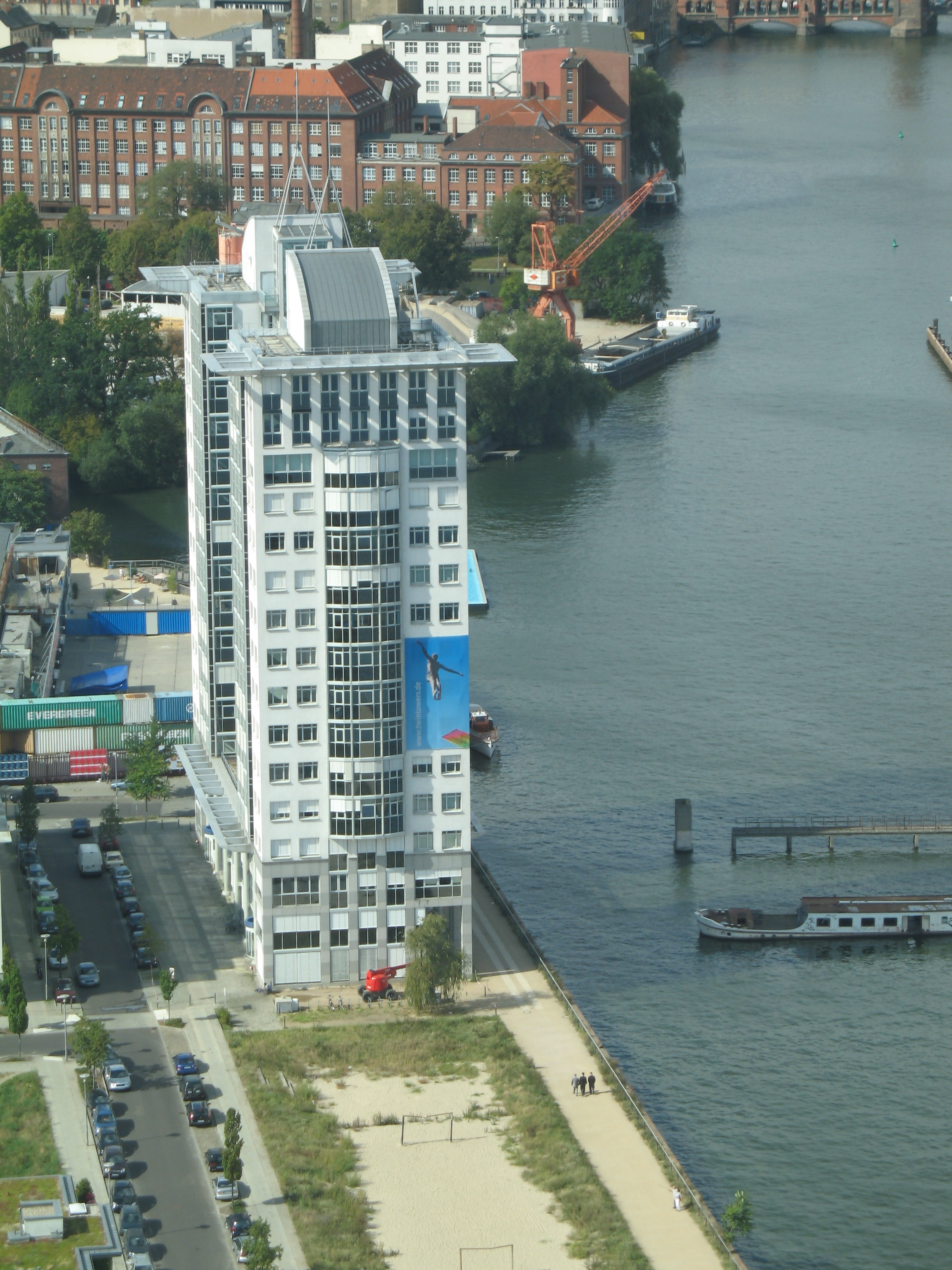
特雷普托的双塔建筑
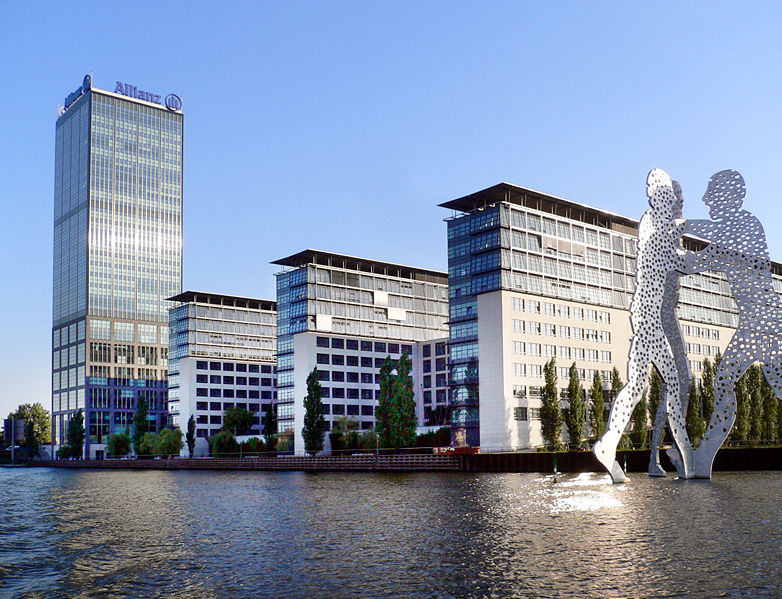
Treptowers compound in Treptow